# Anhelina Chmil
Anhelina Andrijiwna Chmil (ukrainisch Ангеліна Андріївна Хміль; * 27. Juni 2003 in Krementschuk) ist eine ukrainische Beachvolleyballspielerin.

## Karriere

### Karriere Jugend und Junioren
2018 war die Diagonalangreiferin für die U17 ihres Heimatlandes aktiv. Heraus sprang ein elfter Platz bei den kontinentalen Meisterschaften. Im folgenden Jahr war Chmil zum ersten Mal im Sand auf europäischer Ebene am Start. Mit Tetjana Lasarenko war beim U20-Wettbewerb das Achtelfinale die Endstation. Dies sollte für die beiden die schlechteste Platzierung sowohl bei Europa- als auch bei Welttitelkämpfen im Jugend- und Juniorenbereich bleiben. Eine Saison später wurden die Ukrainerinnen Siegerinnen bei den U18-Wettbewerben. 2021 gewannen sie Bronze bei der U22-EM sowie bei der U19-WM und standen im Viertelfinale bei der U20 im europäischen Turnier. Höhepunkt war jedoch der Titel bei den Weltmeisterschaften der unter Einundzwanzigjährigen. 2022 erkämpften sie eine weitere Bronzemedaille bei der U22- und ein weiteres Gold bei der U20-Europameisterschaft. Eine Spielzeit später erreichten Chmil und ihre neue Partnerin Yeva Serdiuk den geteilten fünften Rang bei der europäischen U22.

### Karriere Erwachsene
Schon 2019 starteten die aus dem Oblast Poltawa stammende Athletin und Lasarenko bei der World Tour der FIVB und standen beim Ein-Stern-Event in Tel Aviv im Achtelfinale. Zwei Jahre später gewannen sie den gleichwertigen Wettbewerb in Sofia und sicherten sich Bronze in Budapest, Koropove und Madrid. In der neu geschaffenen World Pro Tour gelangen ihnen 2022 Viertelfinalteilnahmen bei Futures in Madrid, Cervia und Myslovice. Beim Event in Białystok standen sie im Endspiel, das Turnier in Warschau konnten sie für sich entscheiden. Gemeinsam mit Yeva Serdiuk nahm Chmil im folgenden Jahr an einigen Veranstaltungen teil. Ebenfalls 2023 schrieb sie sich an der Texas Christian University ein. Als Studienanfängerin schaffte sie mit verschiedenen Partnerinnen eine 28:6 Serie. Dabei stachen besonders die zehn Siege ohne Niederlage mit Ana Vergara heraus. Aber auch die siebzehn Partien mit nur drei verlorenen Begegnungen mit Kate Privett sorgten mit für die Auszeichnung als CCSA Freshman of the year. Als Sophomore führte die Ukrainerin mit Hailey Hammlett die Horned Frogs als an Position acht gesetztes Team zum Titel in der Conference USA. Die beiden waren außerdem eins von zwei siegreichen Duos bei der knappen 2:3-Niederlage gegen den späteren Halbfinalisten LSU in der Postseason. Für ihre Leistung erhielten sie mehrere Auszeichnungen, wurden unter anderem in das AVCA All-American First Team gewählt.
Außerhalb des Hochschulsports trat Anhelina Chmil 2024 mit Walentyna Dawidowa an. Die beiden gewannen Silber beim Futures in Madrid und wurden Fünfte beim Challenge in Stare Jabłonki. Beim Elite16 in Wien überstanden sie die erste Qualifikationsrunde. Das ukrainische Cup Finale und ein weiteres nationales Turnier endete für sie auf der obersten Stufe des Podests. Bei der Europameisterschaft reichte ein Spielgewinn in der Vorrunde nicht zum Weiterkommen, da sie von drei sieggleichen Beachpaaren den schlechtesten Ballpunktequotient hatten. In der folgenden Saison wurde das Duo bei allen höherwertigen Turnieren der FIVB bis einschließlich Juli Neunter. Ebenfalls im Achtelfinale standen sie beim kontinentalen Titelkampf. Beim Futures in Sveti Vlas und beim Nations Cup in Espinho gemeinsam mit Maryna Hladun und Tetjana Lasarenko wurden sie für ihre Leistungen mit der Silbermedaille belohnt. Den größten gemeinsamen Erfolg bis zu diesem Zeitpunkt bei der World Tour erkämpften sie im August im österreichischen Baden, als sie nach dem Sieg im Pool sowohl die Australierinnen Elizabeth Alchin und  Georgia Johnson als auch die US-Amerikanerinnen Deahna Kraft und Molly Phillips bezwangen und nach der Niederlage gegen Linda Bock und Louisa Lippmann im Halbfinale sich gegen die Finninnen Niina Ahtiainen und Taru Lahti mit einem Zweisatzsieg die Bronzemedaille sicherten.

## Auszeichnungen
- 2023: CCSA Freshman of the Year
- 2023: All-CCSA Freshman Team
- 2024: CUSA Championship All-Tournament Team
- 2024: CUSA All-Conference First Team
- 2024: AVCA All-American First Team[4]

## Sonstiges
Anhelinas Mutter Natalia, ihr Stiefvater Anatolii und ihr Bruder Timothy leben gemeinsam in ihrem Heimatort.